# Grumman F3F
Grumman F3F là loại máy bay tiêm kích hai tầng cánh cuối cùng của Hoa Kỳ, nó được trang bị cho Hải quân Hoa Kỳ, và phục vụ giữa 2 cuộc thế chiến. Thiết kế của F3F dựa trên sự cải tiến chiếc F2F, nó được đưa vào trang bị năm 1936. Hoa Kỳ rút F3F khỏi các phi đoàn ở tiền tuyến vào cuối năm 1941 trước khi nó có thể hoạt động trong Chiến tranh thế giới II, loại máy bay thay thế nó là Brewster F2A. F3F kế thừa kết cấu hạ cánh lần đầu tiên được dùng trên Grumman FF, sau này nó được phát triển thành F4F Wildcat.

## Quốc gia sử dụng
Hoa Kỳ
- Không lực Lục quân Hoa Kỳ
- Thủy quân lục chiến Hoa Kỳ
- Hải quân Hoa Kỳ

## Tính năng kỹ chiến thuật (F3F-3)

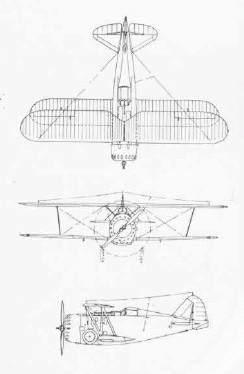
Bản vẽ của F3F-1

Great Aircraft of the World

### Đặc điểm riêng
- Tổ lái: 1
- Chiều dài: 23 ft 2 in (7,06 m)
- Sải cánh: 32 ft 0 in (9,75 m)
- Chiều cao: 9 ft 4 in (2,84 m)
- Diện tích cánh: 260 ft² (24,15 m²)
- Trọng lượng rỗng: 3.285 lb (1.490 kg)
- Trọng lượng cất cánh tối đa: 4.795 lb (2.175 kg)
- Động cơ: 1 × Wright R-1820-22 "Cyclone", 950 hp (710 kW)

### Hiệu suất bay
- Vận tốc cực đại: 264 mph (229 kn, 425 km/h) trên độ cao 15.250 ft (4.658 m)
- Vận tốc hành trình: 150 mph (130 kn, 240 km/h)
- Tầm bay: 980 mi (850 nmi, 1.600 km)
- Trần bay: 33.200 ft (10.120 m)
- Vận tốc lên cao: 2.800 ft/min (14 m/s)

### Vũ khí
- Súng:
  - 1 khẩu súng máy M1919 0.30 in (7,62 mm)
  - 1 khẩu súng máy M2 0.50 in (12,7 mm)
- Bom: 2 quả 116 lb (52,6 kg) Mk IV

### Chuỗi định danh máy bay
- FF - F2F - F3F - F4F - XF5F - F6F

### Máy bay có tính năng tương đương
- Avia B-534
- BF2C Goshawk
- F11C Goshawk
- Fiat CR.32
- Fiat CR.42
- Gloster Gladiator
- Polikarpov I-15
- Polikarpov I-153

### Danh sách khác
- Danh sách máy bay quân sự giữa hai cuộc chiến tranh thế giới
- Danh sách máy bay tiêm kích